# Cooltura
Cooltura (Cooltura Polish Weekly Magazine) – polski tygodnik wydawany w Wielkiej Brytanii. Ukazuje się od 21 marca 2004 i należy do spółki Sara-Int, jednego z największych przedsiębiorstw polonijnych w Wielkiej Brytanii. Dystrybucją obejmuje Londyn oraz okoliczne miasta. Nakład Cooltury wynosi 55 tysięcy egzemplarzy.

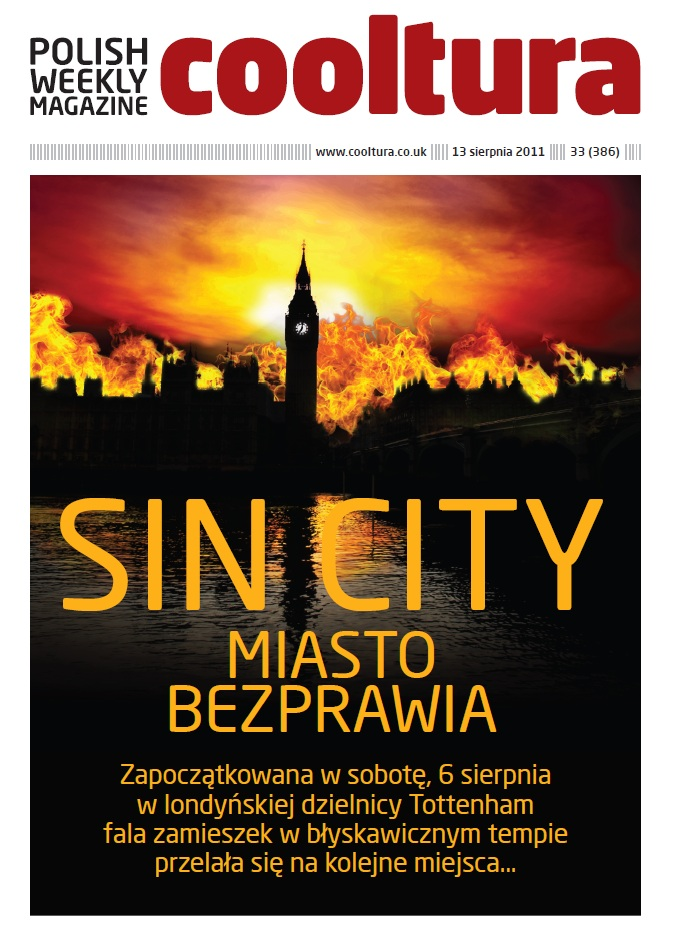
Okładka Tygodnika Cooltura po zamieszkach w Londynie w 2011 roku

## Historia pisma
Pierwszy numer w nakładzie 10 tys. egzemplarzy i objętości 40 stron ukazał się siedem tygodni przed wejściem Polski do Unii Europejskiej. Trzeci numer magazynu posiadał 48 stron, a siódmy który ukazał się 1 maja 2004 roku, 64 strony. Do 2017 roku magazyn liczył 100 stron.
Po integracji Polski z Unią Europejską, w związku z wielką falą emigracji Polaków na Wyspy Brytyjskie, nastąpił dynamiczny rozwój magazynu. W 2005 roku liczba stron powiększyła się do 80. W 2007 roku były to 132 strony. Systematycznie zwiększały się także nakład oraz zasięg tygodnika. Pod koniec 2004 roku do Polaków mieszkających w Wielkiej Brytanii trafiało 15 tys. egzemplarzy Cooltury, którą można było otrzymać w kilkudziesięciu punktach dystrybucyjnych. W 2005 roku nakład został zwiększony do 25 tys., a w 2006 roku do 35 tys. W latach 2007–2011 do punktów dystrybucyjnych na obszarze Wielkiego Londynu i w okolicznych miejscowościach trafiało 45 tys. egzemplarzy Cooltury. Od 2011 roku, po zakończeniu wydawania wersji regionalnych Cooltury, nakład wynosi do 55 tys. egzemplarzy dystrybuowanych w ponad 500 punktach.
W marcu 2009 Cooltura zmieniła layout oraz winietę. Dotychczasowe logo (pisane białą czcionką na czerwonym tle) zastąpiono bardziej przejrzystym (kolorowa czcionka na białym tle). Format zaś został zmniejszony z 210 × 297 mm na 200 × 280 mm.
W 2017 roku zmieniono layout oraz winietę tygodnika. Nowe logo Cooltury nawiązuje do pisma maszynowego. Format tygodnika pozostał taki sam. Ilość stron zmniejszono do 68.

## Treść
Zawartość tygodnika była uporządkowana w ramach czterech działów: Wiadomości (publikowane głównie w oparciu o depesze Polskiej Agencji Prasowej), Publicystyka, Rozrywka (kalendarium wydarzeń i imprez, krzyżówka, horoskop) oraz Ogłoszenia.
W lutym 2010 roku Cooltura zainaugurowała cztery wydania regionalne, które dystrybuowane były na terenie Anglii i Walii. Każde z nich ukazywało się co dwa tygodnie w nakładzie 10 tys. egzemplarzy i objętości 32 stron. Wydania regionalne przestały ukazywać się w kwietniu 2011.
W 2017 roku zrezygnowano z serwisów Polskiej Agencji Prasowej. Redakcja opiera się obecnie na własnych materiałach redakcyjnych oraz korzysta z serwisu fotograficznego Getty Images. W treści tygodnika dominują treści lokalne z naciskiem na wiadomości polonijne oraz lokalny transport.
W 2017 roku powstał portal Cooltura24 do którego przeniesiono z wersji papierowej niektóre działy, m.in. opinie, komentarze polityczne, felietony oraz bieżące wiadomości z Wielkiej Brytanii. Portal korzysta z serwisów Polskiej Agencji Prasowej, MW Media, Newseria oraz Getty Images. Treść wypełniają głównie brytyjskie wydarzenia ogólnokrajowe. Redakcja portalu jest niezależna od redakcji tygodnika jednak część treści oparta jest na pracy redakcji gazety oraz serwisów informacyjnych Polskiego Radia Londyn.

## Inicjatywy
Cooltura nie tylko informuje, ale także aktywnie uczestniczy w życiu polskiej społeczności w Londynie i Wielkiej Brytanii. Jest inicjatorem oraz organizatorem wielu imprez w Londynie o charakterze kulturalno-społecznym tj. koncertów, festiwali czy imprez charytatywnych. Współpracuje z fundacją London Spark.

## Koncerty
- Maanam, 21 marca 2004 r., O2 Shepherd’s Bush Empire
- Bajm, 3 października 2004 r., O2 Shepherd’s Bush Empire
- Perfect, 16 marca 2007 r., Hammersmith Palais
- Grzegorz Turnau, 12 listopada 2007 r., Ambasada RP w Londynie
- Maryla Rodowicz, 30 marca 2008 r., Koko
- Budka Suflera, 4 maja 2008 r., Koko
- Golec uOrkiestra, 30 listopada 2008, Koko
- Feel, 7 listopada 2009, O2 Shepherd’s Bush Empire
- Myslovitz, 23 października 2010, O2 Shepherd’s Bush Empire
- I Festiwal Cooltury – Kasia Kowalska, Kasia Cerekwicka, Natalia Lesz, 8 marca 2009, O2 Shepherd’s Bush Empire
- Festiwal Cooltury 2010 – Lady Pank i Coma, 24 maja 2010, O2 Shepherd’s Bush Empire
- Festiwal Cooltury 2011 – Perfect, 16 maja 2011
- Cooltura Festival 2012 – Tatiana Okupnik i Kora, 24 marca 2012
- Cooltura Festival 2013 – Pectus, Enej oraz Kombii, 9 marca 2013, O2 Shepherd’s Bush Empire
- Cooltura Festival 2014 – Bajm, Piersi oraz Donatan i Cleo, 5 Kwietnia 2014 – O2 Shepherd’s Bush Empire[2]
- Summer End Festival 2014 – Doda, Norbi oraz Stachursky, 20 września 2014, O2 Shepherd’s Bush Empire[3]
- Cooltura Festival 2015 - Dżem, Ira, Red Lips, 25 kwietnia 2015, O2 Shepherd’s Bush Empire[4]
- Cooltura Festival 2016 - Krzysztof Krawczyk, Ania Dąbrowska, Grzegorz Hyży, 14 maja 2016, Troxy (klub muzyczny)[5]
- Cooltura Festival 2017 - Ira, Kasia Kowalska, Cleo, 18 marca 2017, O2 Shepherd’s Bush Empire[6]
- Cooltura Festival 2018 (planowany na 17 marca) - Sławomir, Varius Manx z Kasią Stankiewicz oraz Monika Lewczuk[7]

## Imprezy charytatywne
- Polish Children’s Donations, Londyn, listopad 2005 r. – akcja charytatywna. Za pieniądze zakupiono około 30 tys. obiadów dla dzieci ze szkół podstawowych w najbiedniejszych polskich gminach (SP w Nurcu-Stacji, Tyrowie, Czarnej Wsi Kościelnej, Szerszeniach, ZSP w Goniądzu, ZS w Czarnej Wsi Kościelnej).

## Współorganizator
- Festiwal Polski, Slough 2005
- Festiwal Polski, Londyn, Hanger Lane 2006
- Londyńska Strefa Kibica, Mistrzostwa Świata w Siatkówce Polska 2014, POSK oraz Klub Orła Białego[8]

## Tygodnik Cooltura
- Redaktor Naczelny: Marcin Urban
- Z-ca Redaktora Naczelnego: Dariusz A. Zeller[9]

## Portal Cooltura24
- Redaktor Naczelny: Piotr Dobroniak[9]

## Dział graficzny
- szef działu: Tomasz Woźniczka
- graficy: Agata Olewińska, Tomasz Walęciuk[9]
- byli graficy: Waldemar Dobosz, Rafał Sawicki, Paweł Kuba, Adam Markiewicz, Jarek Jordan

## Powiązane
- Polskie Radio Londyn